# Die Jugendstreiche des Knaben Karl
Die Jugendstreiche des Knaben Karl ist ein deutscher Spielfilm aus dem Jahre 1977, in dessen Mittelpunkt der junge Karl Valentin steht. Regie führte Franz Seitz.

## Handlung
Erzählt werden im Stil der Ludwig-Thoma-Verfilmungen der 1960er-Jahre Episoden aus dem Leben des jungen Karl Valentin, als er seine Ausbildung zum Tischlerlehrling durchlief. Dabei werden zahlreiche bekannte Zitate des bayerischen Volksschauspielers und -komikers verwendet. Die eigentliche Handlung dient lediglich als Rahmen für die Sketche, Nummern und Texte Valentins.
Ausgangspunkt ist das Jahr 1897. In München prophezeit eine Wahrsagerin dem 15-jährigen Karl Fey beim Blick in die Glaskugel eine Zukunft als Komiker. Vater Fey ist strikt dagegen und will, dass sein Junge etwas „Anständiges“ lernt. Doch dem jungen Karl ist diese Voraussage gerade recht, hat er doch stets Flausen im Kopf. Rasch erkennt er sein Talent für Hintergründiges, versteht er aus seinen Beobachtungen des Alltäglichen Satire zu kreieren. Bereits in jungen Jahren entdeckt Fey alias Valentin seine Gabe, den alltäglichen Dingen eine absurde Komik abzugewinnen.
Karls Auftritt in der Kirche sorgt für bittere Klagen des Herrn Kaplan bei Karls sächsischer Mutter. Dann verunstaltet der junge Valentin erst den Hund des Friseurs, dann sein Spezl Schorsch (Friseurgeselle) den Rued höchstpersönlich. Mit einer Zwille schleudert Karl dem Gerichtsvollzieher ein Geschoss an den Hinterkopf, dem Bankdirektor verschmiert er das Gesicht mit ausgelaufener Tinte, als Karl mit seinem Vater um einen benötigten Kredit ersucht. Als Sprachakrobat erster Güte verwirrt Karl Valentin Fey seinen alten Lehrer während einer Schulstunde, als es um das Wort „fremd“ geht, und als Kaiser Wilhelm II. an der Seite des bayerischen Prinzregenten in einer offenen Kutsche durch München fährt, beschießt er das deutsche Staatsoberhaupt mit Weißwürsten. Schließlich spielt der Knabe Karl im Blasorchester absichtlich falsch, sorgt mit seinem Einsatz bei der Freiwilligen Feuerwehr für ein großes Durcheinander und luchst durch einen Trick dem Apotheker 600 Mark ab.

## Produktionsnotizen
Der Film entstand in München zwischen dem 16. Mai und dem 22. Juni 1977 und wurde am 10. November 1977 im Kino Sendlinger Tor (München) uraufgeführt. Er erhielt das Prädikat wertvoll.
Dem Film zugrunde liegen Texte und Schriften Karl Valentins.
Der bayerische Volkssänger Fredl Fesl sorgte für den Gesang und tritt auch im Film kurz auf.
Utz Elsässer entwarf die Bauten, Ina Stein die Kostüme. Für den Schnittmeister Adolph Schlyssleder war dies der letzte Kinofilm.
Am 23. August 1982 wurde der Film erstmals im Fernsehen (auf Südwest 3) ausgestrahlt.

## Kritik
Das Lexikon des Internationalen Films urteilte: „Einige vergnügliche Passagen werden vom Klamauk weitgehend überdeckt, so daß der handwerklich sorgfältige Film sich nur durch gute Volksschauspieler vom Durchschnitt der deutschen Lustspielunterhaltung unterscheidet.“
Cinema nannte das Lustspiel eine „Künstlerbio als biederer Klamauk“.